# Xymene mortenseni
Xymene mortenseni es una especie de molusco gasterópodo de la familia Muricidae.

## Distribución geográfica
Se encuentra en Nueva Zelanda